# Gorditas Doña Tota
Gorditas Doña Tota es una cadena de restaurantes mexicana fundada en Ciudad Victoria, Tamaulipas en 1952 por Doña Carlota Murillo. Actualmente, la cadena de restaurantes Gorditas Doña Tota opera con más de 200 sucursales en más 60 ciudades a lo largo de todo México, y también cuenta con algunas sucursales en los Estados Unidos.

## Historia
Gorditas Doña Tota fue establecida en 1952 cuando Doña Carlota Murillo, originaria de Ciudad Victoria, Tamaulipas, comenzó a vender gorditas en la calle. Actualmente, Gorditas Doña Tota cuenta con más de 200 sucursales en más 60 ciudades a lo largo de todo México, incluyendo algunas sucursales en los Estados Unidos.
En 2013, el grupo FEMSA adquiere el 80% del consorcio Doña Tota por un costo de $4,370 MXN, fortaleciendo así el crecimiento de las sucursales dentro del territorio mexicano. Sin embargo, la transacción solo incluye las sucursales dentro del país natal, dejando las actuales de los Estados Unidos en manos de los propietarios originales.